# Direitos humanos na Nigéria
O Departamento de Estado dos Estados Unidos da América, em seu relatório do ano de 2005 a respeito das práticas dos direitos humanos pelo mundo, constatou que o relatório dos direitos humanos da Nigéria não era satisfatório, sendo considerado até mesmo "pobre". De acordo com o relatório, os membros do Governo nigeriano e a polícia foram responsáveis por "sérios abusos", incluindo-se assassinatos motivados politicamente, utilização da força e de armas letais contra suspeitos e a cobertura/conexão de militantes no Delta do Níger, espancamento e tortura de suspeitos, detentos e simpatizantes e a extorsão de civis. Houve, ainda, outros tipos de abuso como o uso da violência, discriminação, mutilação genital feminina, prostituição e trabalho infantil e tráfico de pessoas.
Em concordância com esses abusos estava a aplicação da Lei islâmica (sharia) em 12 estados do nordeste do país. As punições impostas pela sharia incluiam amputação, apedrejamento e flagelação, entretanto não havia qualquer imputação de sentença de morte. Além disso, o Departamento de Estado dos Estados Unidos da América percebeu que havia restrições quanto à liberdade de expressão, imprensa, congregação e manifestação pública, religião, circulação e privacidade.